# Apocalipsis (Durero)

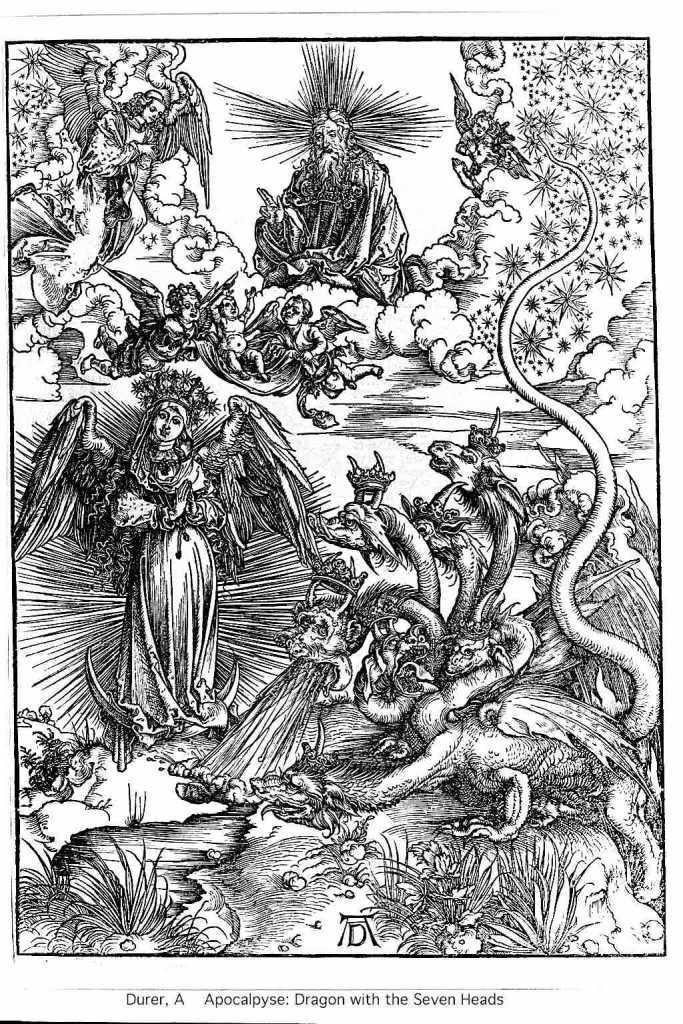
El dragón con las Siete Cabezas.

Apocalipsis (cuyo título original en la edición alemana es Die heimlich offenbarung iohannis, y en la latina Apocalipsis cum figuris) es una serie de grabados en xilografía del pintor alemán Alberto Durero (Albrecht Dürer), realizada en 1498 sobre el Libro del Apocalipsis. Es considerada una obra maestra del autor en el campo del grabado sobre madera y un hito que marcó un salto cualitativo en dicha técnica. Se conservan ejemplares en múltiples colecciones de todo el mundo: Fondo Rotschild del Louvre, Palacio de Buckingham (Londres), monasterio de El Escorial, Instituto Städel de Fráncfort del Meno... 
Entre los grabados que hizo Durero a la vuelta de su primer viaje a Italia, entrando en la madurez, esta serie sobre el Apocalipsis brilla como una de las maravillas de todo el arte alemán. Quince visiones forman esta fantástica serie. El autor usa un dibujo nudoso, en efervescencia. Su espíritu es todavía medieval pero ya revela su personalidad. 
El libro de Durero fue el primero publicado por un artista a sus propias y exclusivas expensas. Los anteriores Apocalipsis miniados, en general habían tenido una disposición distinta, con ilustraciones a página completa distribuidas a lo largo del volumen, o pequeñas e insertas en el texto, o bien con hileras de imágenes explicadas mediante epígrafes. Durero reservó el haz de la página para el grabado y dispuso el texto en el dorso. Los artistas anteriores habían confiado en el color para completar el efecto vigoroso, lo cual requería colorear las estampas a mano y aumentaba los costes; Durero consiguió efectos similares o superiores con el blanco y negro.

## Galería

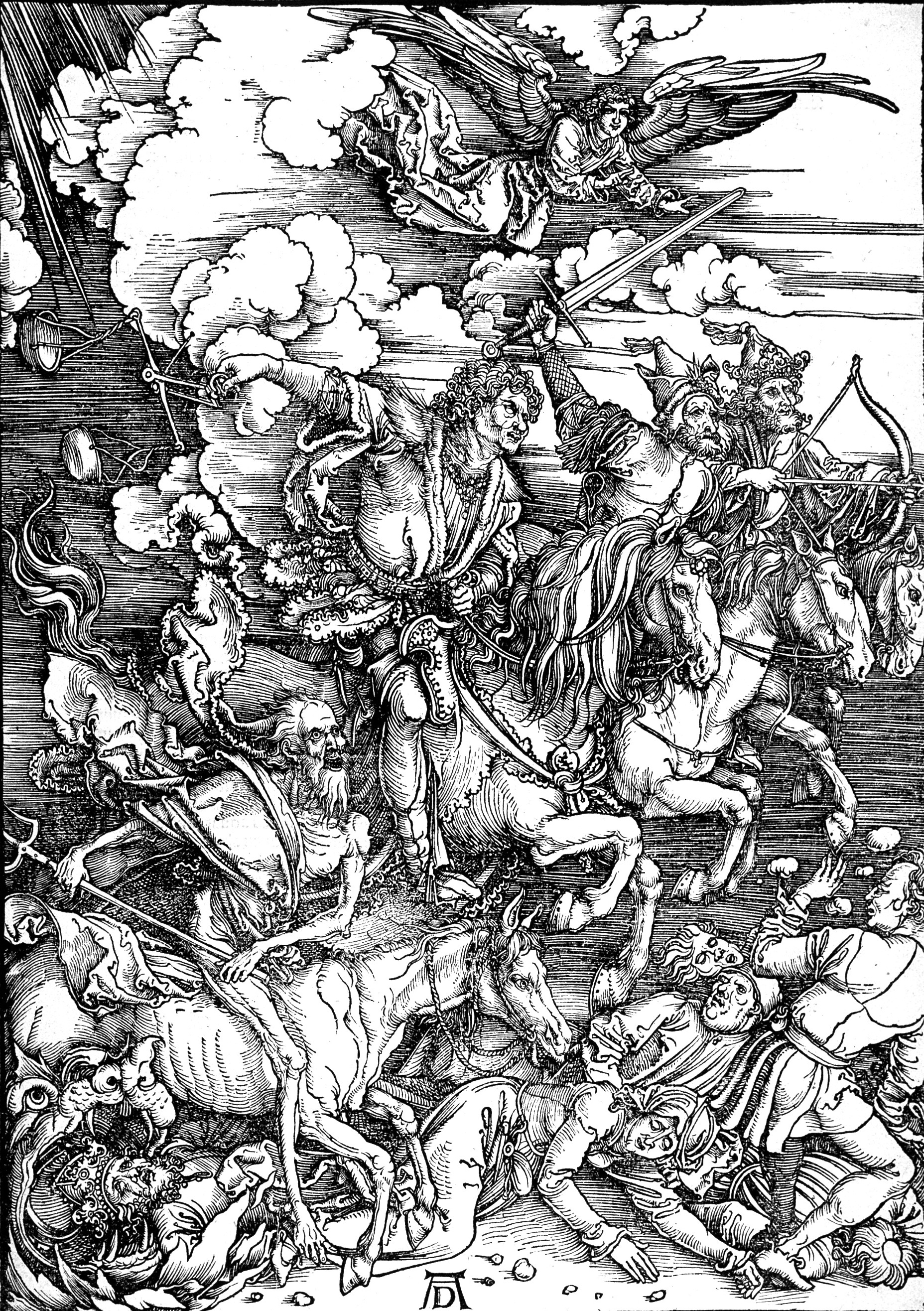
Los cuatro jinetes del Apocalipsis
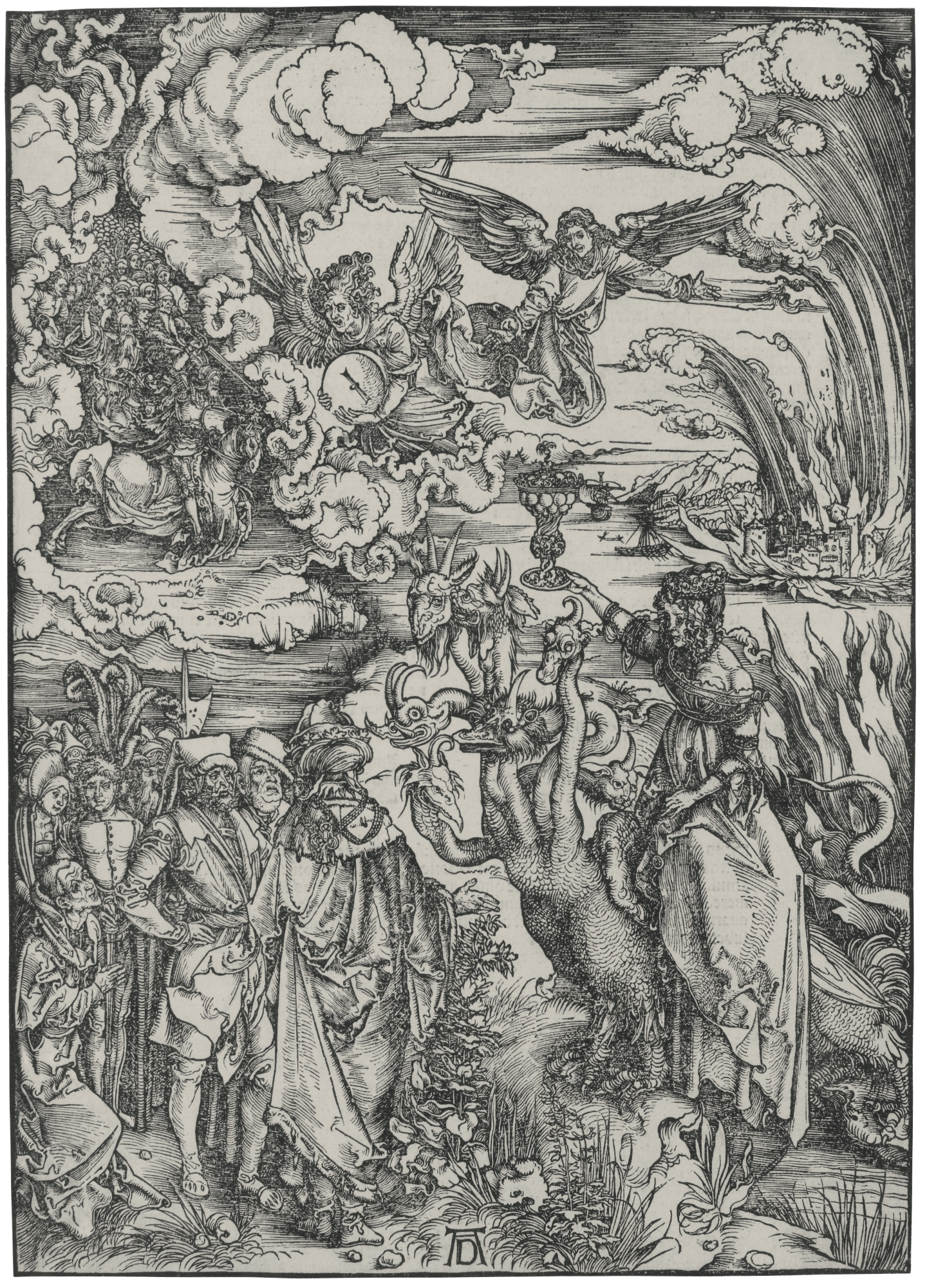
La prostituta de Babilonia